# Chocobo Racing
Chocobo Racing (ở Nhật gọi là Chocobo Racing: Genkai e no Rōdo (チョコボレーシング 〜幻界へのロード〜 lit. "Chocobo Racing: Road to the Spirit World")) là một game đua xe dành cho hệ máy PlayStation, phát hành vào năm 1999 bởi Electronic Arts Square. Nó là một mô phỏng đua xe, và nó thường được so sánh với Mario Kart và Crash đội đua. Mặc dù hầu hết các nhân vật sử dụng xe ô tô hoặc xe đẩy, một số những người cụ thể chỉ bay, hoặc sử dụng xe tay ga, thảm ma thuật, giày trượt con lăn, một chiếc xe của tôi, và thậm chí cả một đám mây.
Nhân vật trong trò chơi bao gồm chủ yếu là các số liệu định kỳ nổi tiếng từ series Final Fantasy của Square, chẳng hạn như Chocobo, Moogle và Black Mage. Trong đúng phong cách Final Fantasy, trò chơi này cũng có một nhân vật tên Cid.